# تپه داکان
تپه داکان در استان قزوین، شهرستان تاکستان، بخش خرمدشت، روستای داکان واقع شده و این اثر در تاریخ ۳ بهمن ۱۳۷۹ با شمارهٔ ثبت ۲۹۹۴ به‌عنوان یکی از آثار ملی ایران به ثبت رسیده است.